# MGM-134 Midgetman
MGM-134A — малогабаритная межконтинентальная баллистическая ракета, разработанная в США в ответ на развёртывание в СССР мобильных комплексов РТ-23 и РТ-2ПМ. Единственная американская МБР мобильного базирования, не принята на вооружение.

## История

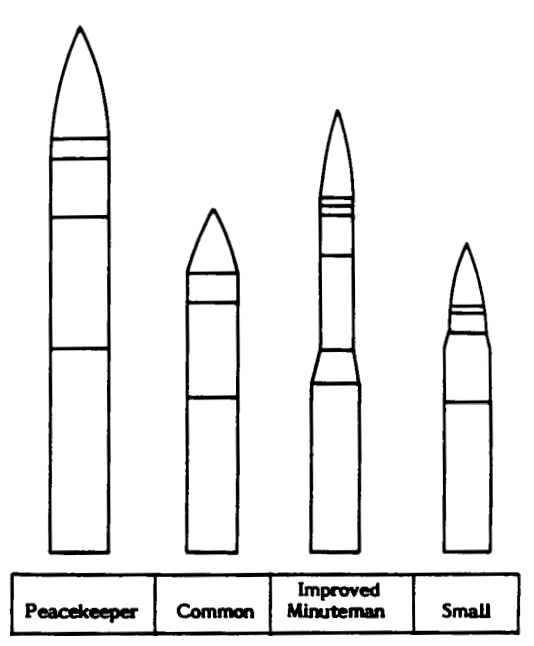
Сопоставление размеров «Миджетмен» (справа) с «Минитмен-3», «Коммон Миссайл» и «Пискипер»

К середине 1980-х ВВС США выработали требования к новому типу МБР, более лёгкому и мобильному. Опасения США вызывал стремительный прогресс в области БРПЛ, который мог бы позволить Советскому Союзу быстро нейтрализовать наземные стратегические силы США, базирующиеся исключительно в ШПУ. Одновременно с этим в СССР уже готовилась к принятию на вооружение первая мобильная МБР «Тополь» и Боевой железнодорожный ракетный комплекс «Молодец».
Научные разработки по проекту малогабаритной МБР «Миджитмен» начались в 1983 году. В 1986 году фирма Martin Marietta начала разработку ракеты XMGM-134A. В 1989 году состоялся её первый старт, оказавшийся неудачным: ракета отошла от заданного курса и была ликвидирована на 70-й секунде полёта. Второй старт состоялся 18 апреля 1991 года и оказался успешным: ракета стартовала с авиабазы Ванденберг в Калифорнии, и через 30 минут полёта, преодолев 7300 км, её боевая часть поразила условную цель на полигоне Кваджалейн в Тихом океане. Всего планировалось провести 16 тестовых запусков, но уже в сентябре 1991 года программу закрыли.
Ракета MGM-134A представляла собой трёхступенчатую твердотопливную МБР. Подобно системе Минитмен и «Тополь», на MGM-134 применялся миномётный старт: маршевый двигатель включается после «выстреливания» ракеты из пенала серией мелких взрывов. Ракета имела максимальную дальность стрельбы 11 000 км и была оснащена моноблочной боевой частью.